# Wyprawa sycylijska
Wyprawa sycylijska (415–413 p.n.e.) to nieudana próba przejęcia kontroli nad Sycylią przez Ateny w czasie wojny peloponeskiej. Była to najbardziej fatalna w skutkach decyzja Aten podczas całej wojny.

## Okoliczności
W roku 415 p.n.e. Ateńskie Zgromadzenie Ludowe po namowach Alkibiadesa podjęło decyzję o wysłaniu potężnego kontyngentu wojsk na Sycylię. Pretekstem była pomoc Segeście przeciwko Syrakuzom i Selinuntowi. Prawdziwym celem jednak było zawładnięcie całą Sycylią, co dałoby Atenom kontrolę nad uprawami zboża, w które zaopatrywali się wrogowie Aten: Korynt oraz Sparta i jej sprzymierzeńcy. Inną przyczyną była chęć uzyskania osobistej chwały przez Alkibiadesa, który forsował jej organizację, widząc w niej szansę na wzmocnienie swojej pozycji politycznej i zdobycie sławy.
Ponieważ Ateńczycy nie ufali w pełni Alkibiadesowi z powodu jego rozwiązłego trybu życia, dowództwo powierzono trzem strategom: Lamachosowi, Alkibiadesowi i Nikiaszowi (który był przeciwny wyprawie). W skład ekspedycji wchodziły 134 okręty, z czego 130 okrętów z zaopatrzeniem, 5100 hoplitów, 1300 łuczników, oszczepników i procarzy. Wśród żołnierzy były oddziały przysłane przez sprzymierzeńców Aten.
Przed wypłynięciem grupa spiskowców, najprawdopodobniej przeciwników wyprawy, dokonała świętokradztwa, utrącając fallusy kamiennych wyobrażeń Hermesa (zwanych hermami). Mające być złym omenem dla przedsięwzięcia zdarzenie doprowadziło do rozpętania gorączki poszukiwania sprawców i rzucenia podejrzeń na Alkibiadesa, którego oskarżano również o przygotowania do obalenia demokracji ateńskiej.

## Przebieg
Pierwszy rok zajęło Ateńczykom zablokowanie miasta Syrakuzy. W tym czasie z Aten przypłynął statek Salamina, mający zabrać Alkibiadesa na przesłuchanie w sprawie świętokradztwa. Alkibiades, podejrzewając, że zostanie skazany, uciekł do Sparty, gdzie został wpływowym doradcą.
Po śmierci w potyczce Lamachosa całe dowództwo przypadło schorowanemu Nikiaszowi. Za radą Alkibiadesa Spartianie wysłali do Syrakuz niewielki oddział sprzymierzonych pod dowództwem Gylipposa. Jego działania: uniemożliwienie dokończenia budowy fortyfikacji ateńskich i zajęcie bazy morskiej Aten – Wielkiego Portu, spowodowały przerwanie blokady miasta. W takiej sytuacji oblegający Ateńczycy stali się obleganymi.
W wyniku prośby Nikiasza o pomoc, w 413 p.n.e. na wyspę przybyła kolejna flotylla pod dowództwem Eurymedona i Demostenesa. Liczyła 73 okręty z 5000 hoplitami i 3000 lekkozbrojnych. Przybyłe oddziały, mimo natychmiastowego ataku, nie osiągnęły żadnych celów strategicznych. Nowi dowódcy nalegali na ewakuację wojska, póki sytuacja jeszcze na to pozwala. Nikiasz sprzeciwiał się jednak temu, wiedząc, że sytuacja Syrakuz również jest trudna. Dodatkowo zaćmienie Księżyca 27 sierpnia 413 p.n.e. skłoniło go do dalszej zwłoki. W kolejnych walkach zginął Eurymedon. Kiedy Nikiasz wydał rozkaz odwrotu, było już za późno. Flota Syrakuz, dzięki zdobytemu doświadczeniu, zniszczyła flotę ateńską przy próbie przerwania blokady. Pozbawieni środków transportu Ateńczycy w liczbie około 40 000 postanowili udać się lądem do najbliższego przyjaznego miasta. Po kilku dniach marszu oddziały pod dowództwem Demostenesa dostały się do niewoli. Dzień później główna część kolumny pod dowództwem Nikiasza została zmasakrowana przy próbie przekroczenia rzeki. Do niewoli trafiło 7000 żołnierzy, których umieszczono w kamieniołomach w wyjątkowo ciężkich warunkach. Później tych, którzy przeżyli, sprzedano w niewolę. Nikiasza i Demostenesa od razu stracono.
Była to największa klęska Aten. Stracono 173 okręty i 50 000 ludzi, wśród których byli najbardziej doświadczeni żołnierze i najlepsi dowódcy. W trakcie trwania wyprawy Spartanie zajęli twierdzę w Dekalei (413 p.n.e.) na terytorium Aten, co ograniczyło dostęp do pól uprawnych i kopalni srebra, stanowiących poważne źródło finansowania wojny. Oprócz tego do twierdzy zbiegło około 20 000 niewolników, będących w większości wykwalifikowanymi rzemieślnikami. Ateny były zmuszone prowadzić wojnę na dwóch frontach. Pomimo tak ogromnych strat w ludziach i funduszach, Ateny były w stanie prowadzić wojnę przez następne 9 lat.